# Buchenavia
Buchenavia  es un género  de plantas con flores en la familia Combretaceae. Comprende 43 especies descritas y de estas, solo 30 aceptadas.

## Descripción
Son árboles, no espinosos. Hojas dispuestas en espiral, generalmente agrupadas en las puntas de las ramitas, sin tricomas glandulares. Inflorescencias en espigas axilares simples. Flores bisexuales, 5-meras, actinomorfas; parte superior del hipanto campanulada; sépalos escasamente desarrollados; pétalos ausentes; estambres 10, exertos, las anteras adnatas a los filamentos; estilo libre. Fruto en pseudo-drupa suculenta, sin cáliz persistente. Se encuentra en los Neotrópicos.
El género incluye árboles cuya madera es dura, y que es  utilizada en la construcción y otras actividades.

## Taxonomía
El género fue descrito por August Wilhelm Eichler y publicado en Flora 49(11): 164. 1866. La especie tipo es: Buchenavia capitata (Vahl) Eichler, se describió en 1866, y actualmente está clasificada como Buchenavia tetraphylla.

## Especies
- Buchenavia capitata Vahl
- Buchenavia costaricensis, Stace
- Buchenavia grandis, Ducke
- Buchenavia hoehneana, N.Mattos
- Buchenavia iguaratensis, N. Mattos
- Buchenavia kleinii, Exell
- Buchenavia macrophylla, Eichler[3]
- Buchenavia pabstii, Marq. & Val.
- Buchenavia parvifolia,
- Buchenavia rabelloana, Mattos
- Buchenavia tetraphylla, R.A.Howard[4] - Júcaro amarillo de Cuba[5]
- Buchenavia tomentosa, Eichler
- Buchenavia viridiflora, Ducke

## Fitoquímica
La capitavina es un flavoalcaloide aislado de las semillas de Buchenavia capitata junto con otros dos derivados, la
4′-hidroxicapitavina y la  2,3-dihidro-4′-hidroxicapitavina. La N-desmetilcapitavina y la 2,3-dihidrocapitavina
sólo fueron encontrados sólo en los frutos de Buchenavia macrophylla. La buchenavianina es el mayor constituyente alcaloidal de las hojas de B. macrophylla y de B. capitata. La O-desmetilbuchenavianina se encuentra en ambas especies y muestra una actividad anti-VIH. La N-desmetilbuchenavianina, y la N,O-bisdesmetilbuchenavianina son otros alcaloides de B. macrophylla